# Odontites procumbens
Odontites procumbens är en flockblommig växtart som beskrevs av Spreng.. Odontites procumbens ingår i släktet rödtoppor, och familjen flockblommiga växter. Inga underarter finns listade i Catalogue of Life.